# Nana Simopoulos
Nana Simopoulos (* 1958 in Baltimore) ist eine US-amerikanische Gitarristin, Bouzouki- und Sitar-Spielerin, die  zunächst im Ethno-Jazz bekannt wurde und teilweise auch New-Age-Musik spielt.

## Leben und Wirken
Simopoulos, die aus einer griechischen Migrantenfamilie stammt, lernte als Fünfjährige Klavier, um sich dann der klassischen Gitarre zu widmen. Als Heranwachsende verbrachte sie einige Zeit in Griechenland, wo sie sich mit der dortigen Volksmusik und Rockmusik beschäftigte und in einschlägigen Bands spielte. Mit 19 Jahren kehrte sie in die Vereinigten Staaten zurück, wo sie Unterricht bei Eddie Van Halen und Pat Metheny erhielt. In San Francisco nahm sie 1983 ein erstes Album mit Ray Pizzi, Charlie Haden und Billy Higgins auf, das die Kritiker des Magazins „Down Beat“ auszeichneten, und ging dann nach New York City, wo sie mit Don Cherry musizierte und 1986 für Enja ihre Platte Wings and Air mit Musikern wie Naná Vasconcelos, Jim Pepper und Charlie Haden einspielte. 1987 folgte für das gleiche Label Still Waters. In den 1990er Jahren entwickelte sie einen eigenen ästhetischen Zugang, mit dem sie in den Bereich der „New-Age“-Musik vordrang und den zunächst ihr Album Gaia’s Dream (1992) dokumentierte. Auf ihren letzten Platten arbeitete sie mit dem indischen Sarangi-Spieler Ustad Sultan Khan zusammen. Ihr Album  Daughters of the Sun, auf dem auch Badal Roy mitwirkt, erreichte gute Positionen sowohl in den New-Age- als auch in den Weltmusik-Radio-Charts. Auf dem Album Skins (2016) legte sie den Fokus teilweise wieder auf den Modern Jazz (unter anderem mit Dave Liebman und Mary Ann McSweeney). Simopoulos komponierte außerdem Film- und Ballettmusik.
Simopoulos ist als Hochschullehrerin an der New York University und der New York City School of Visual Arts tätig. Auch ist sie Mitbegründerin und musikalische Leiterin des Topia Arts Center.